# Tuttomondo
(Keith Haring, 19 giugno 1989)
Tuttomondo è un grande murale realizzato da Keith Haring nel 1989 sulla parete esterna della canonica della chiesa di Sant'Antonio Abate a Pisa.
La superficie della parete misura circa 180 metri quadri (10 metri di altezza per 18 metri di larghezza); si tratta dell'ultima opera pubblica dell'artista statunitense prima della sua morte, nonché l'unica pensata per essere permanente.

## Storia
Keith Haring incontrò a New York un giovane studente pisano, Piergiorgio Castellani, che lo invitò a trascorrere un periodo di soggiorno nella città toscana. Qui l'artista ebbe l'idea di realizzare un murale: l'unico spazio disponibile era una grande parete esterna, posta sul lato nord del convento della chiesa di Sant'Antonio Abate, semidistrutto durante i bombardamenti della seconda guerra mondiale. Grazie all'accordo raggiunto tra l'artista, il comune (nella figura del sindaco Giacomino Granchi) e il parroco del convento, si procedette con la realizzazione dell'opera.
L'artista dipinse il grande murale nel giugno del 1989, in soli quattro giorni. Dopo aver imbiancato l'intera parete e aver disegnato in nero i contorni delle figure, Haring completò il murale colorandolo con l'aiuto di alcuni studenti e alcuni artigiani dell'azienda di vernici Caparol Center di Vicopisano, che aveva donato la vernice necessaria alla realizzazione dell'opera.
Due video documentano l'intero processo di realizzazione: L'Arte in diretta, un videoclip di 5 minuti, e Tuttomondo, un'intervista documentario di 27 minuti. Entrambi i video sono stati girati dal regista Andrea Soldani, che ha inoltre realizzato con Haring anche alcune sperimentazioni di videografica su Polaroid scattate in città. Il grande interesse della popolazione per l'opera e le pressanti interviste, portarono Haring a dichiarare:
Raramente Haring attribuiva un titolo alle sue opere, per lo più graffiti metropolitani destinati a scomparire col tempo. Il titolo proposto dall'autore, direttamente in italiano, esprime a parole il significato simbolico rappresentato: un futuro in cui gli ideali dominanti siano unitarietà e pace.
A differenza degli altri dipinti di Haring, realizzati solitamente in un unico giorno, Tuttomondo venne realizzato nel giro di una settimana: l'artista dedicò grande impegno nella realizzazione di quest'opera, ritenendola probabilmente più un'installazione permanente che un'opera temporanea. Le vernici utilizzate e i recenti restauri hanno permesso all'opera di rimanere intatta nel suo splendore.
Nei suoi Diari, l'autore ha riportato l'entusiasmo di quei giorni per il cibo, la città e le reazioni della gente:
(Keith Haring, 19 giugno 1989)

## Descrizione
Il dipinto ritrae 30 figure dinamiche e di grande vitalità, concatenate e incastrate tra loro a simboleggiare la pace e l'armonia del mondo. Al centro del murale si trova la "croce pisana", rappresentata con quattro figure umane unite all'altezza della vita. Più in alto, un uomo sorregge sulle spalle un delfino, a sinistra compaiono un cane, una scimmia e un volatile: il legame dell'uomo con la natura è indispensabile per l'armonia del mondo. In alto a destra un paio di forbici, a simboleggiare il bene, rappresentate come l'unione di due figure umane, tagliano in due un serpente, a simboleggiare il male. Una donna con in braccio un bambino e un uomo con un televisore al posto della testa rappresentano il contrasto tra la naturalità della vita e la tecnologia che ne stravolge i ritmi. Si può notare in alto a sinistra una persona gialla, come una matriosca, a simboleggiare che anche una persona con chili di peso in eccesso, nei diritti e nei doveri dal suo interno, è uguale a tutti gli altri. Due gemelli siamesi al centro, uniti nel tronco, e altri due a destra uniti all'altezza delle spalle, sono probabilmente una condanna ai disastri nucleari. In basso, al livello della strada, è stata raffigurata una figura gialla che cammina: rappresenta il pubblico, un passante o un turista, che dedica un momento di riflessione all'opera, prima di proseguire in direzione della Torre di Pisa.

## Restauro

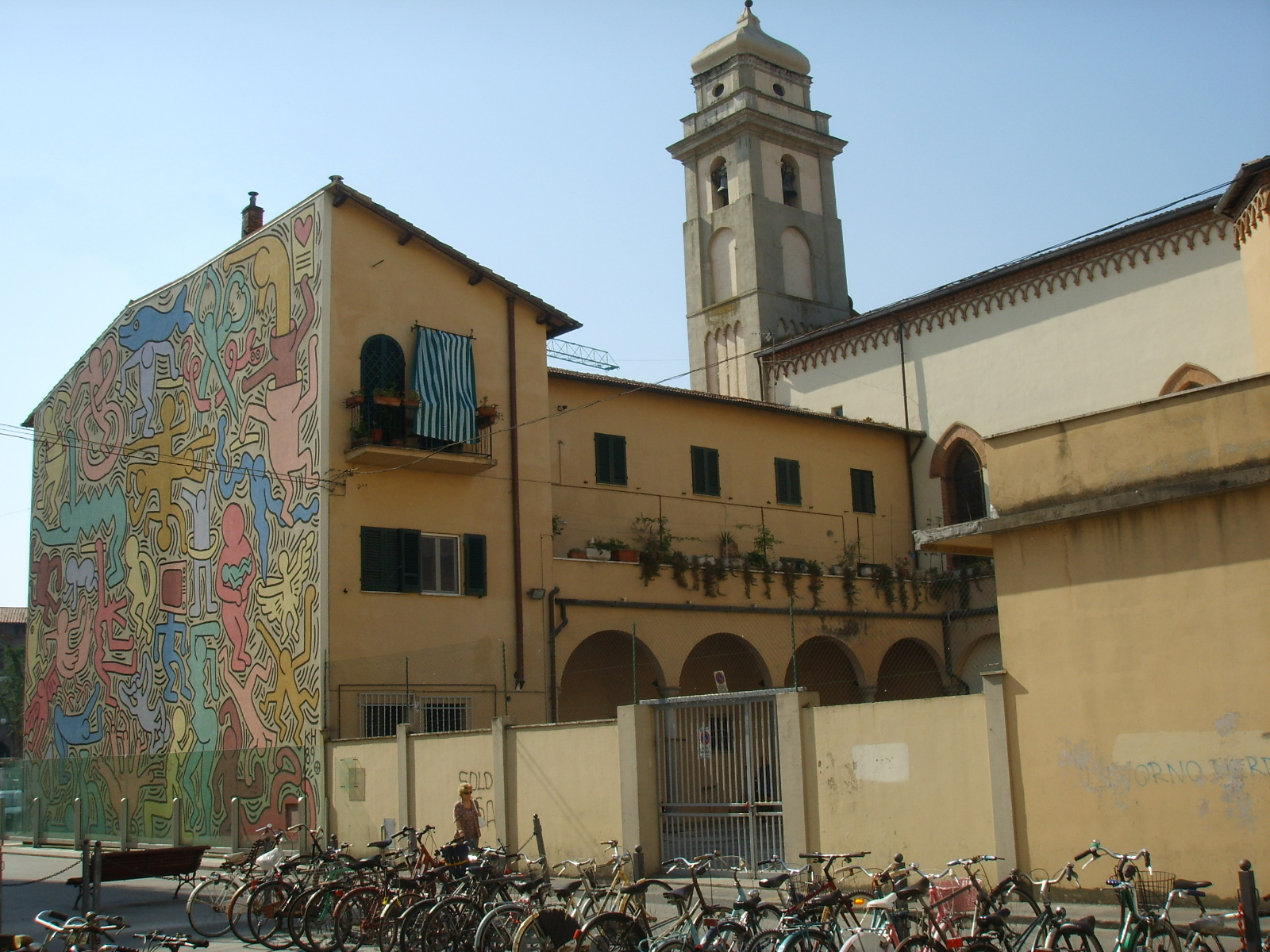
Il murale Tuttomondo e la chiesa di Sant'Antonio Abate.

Nel 2011, a circa vent'anni di distanza dalla realizzazione dell'opera, la Fondazione Haring diretta da Julia Gruen ha valutato seriamente l'opportunità di ripulire il murale di piazza Sant'Antonio. La fondazione statunitense ha proposto di affidare i lavori alla Caparol Center, ditta che già si occupò nel 1989 di fornire gratuitamente la vernice per colorare il dipinto; per avviare il restauro c'è stato l'accordo tra il Comune di Pisa, la Fondazione Haring e la Caparol stessa.
Il 16 novembre 2011 si è concluso il primo atto del progetto di conservazione e restauro del murale, che ha previsto la pulitura dell'opera; successivamente, nella primavera 2012, fu terminata la seconda fase del progetto con l'applicazione di una sostanza protettiva per rallentare il processo di invecchiamento del murale.